# Туфара
Туфара (італ. Tufara) — муніципалітет в Італії, у регіоні Молізе,  провінція Кампобассо.
Туфара розташована на відстані близько 210 км на схід від Рима, 26 км на схід від Кампобассо.
Населення — 942 особи (2014).
Щорічний фестиваль відбувається 28 серпня. Покровитель — San Giovanni Eremita.

## Демографія
Населення за роками:

Станом на 1 січня 2023 року в муніципалітеті офіційно проживало 10 іноземців з 5 країн, серед них 1 громадянин країн Євросоюзу та 1 громадянин України.

## Сусідні муніципалітети
- Кастельветере-ін-Валь-Форторе
- Челенца-Вальфорторе
- Гамбатеза
- Річча
- Сан-Бартоломео-ін-Гальдо
- Сан-Марко-ла-Катола